# Aleksandr Michailine
Aleksandr Michailine (ryska: Александр Вячеславович Михайлин), född den 18 augusti 1979 i Moskva, Ryssland, är en rysk judoutövare.
Han tog OS-silver i herrarnas tungvikt i samband med de olympiska judotävlingarna 2012 i London.